# Riksdagen 1886
Riksdagen 1886 ägde rum i Stockholm.
Riksdagens kamrar sammanträdde i gamla riksdagshuset den 3 februari 1886. Riksdagsarbetet inleddes ceremoniellt genom riksdagens högtidliga öppnande i rikssalen på Stockholms slott. Riksdagen avslutades den 18 maj 1886.